# Racília (gens)
A gens Racilia era uma família plebeia menor em Roma antiga. Membros desta gens são mencionados já no século V a.C., mas poucos deles alcançaram alguma proeminência no estado romano.

## Origem
O nomen Racilius pertence a uma grande classe de gentilícias formadas a partir de outros nomes usando o sufixo -ilius. Nomes assim eram frequentemente, mas não sempre, derivados de diminutivos que terminavam em -ulus ou -ilus, mas eram tão abundantes os nomes desse tipo que -ilius passou a ser considerado um sufixo regular de formação gentilícia. Racilius parece ser formado a partir de outro nomen, Raecius.

## Prenomes
Os Racilii usaram uma variedade dos mais comuns prenomes, incluindo Gaius, Lucius, Gnaeus, Marcus, Publius, Quintus e Titus. Além destes, algumas das mulheres dos Racilii são conhecidas por terem carregado prenomes, incluindo Polla e Gaia.

## Ramos e cognomina
Nenhum dos Racilii da República parece ter carregado cognomina, e não há evidências de que a gens estivesse dividida em famílias distintas, mas uma variedade de sobrenomes é encontrada em tempos imperiais.

## Membros
- Racilia, esposa de Lucius Quinctius Cincinnatus, duas vezes ditador e cônsul romano em 460 a.C.[3]
- Lucius Racilius, tribuno da plebe em 56 a.C., foi amigo e aliado de Cícero, e um firme oponente do tribuno Publius Clodius Pulcher. Ele serviu sob César durante a Guerra Civil, mas foi executado por Quintus Cassius Longinus, o governador de Espanha, contra quem ele havia conspirado.[4][5][6][7]
- Racilia C. l., uma liberta mencionada em uma inscrição de Trebula Mutusca em Sabinum.[8]
- Polla Racilia P. f., enterrada em Roma com seus sobrinhos, Publius Racilius Celer e Publius Racilius Gallus.[9]
- Gaius Racilius, mencionado em uma inscrição de Trebula Mutusca.[8]
- Gaius Racilius, possivelmente o liberto de Gaius Racilius Amphio, mencionado em uma inscrição funerária de Carreum Potentia em Liguría.[10]
- Gaius Racilius, mencionado em uma inscrição de Clunia em Hispânia Citerior.[11]
- Gnaeus Racilius, mencionado em uma inscrição dos Banhos de Diocleciano em Roma.[12]
- Lucius Racilius, mencionado em uma inscrição funerária de Fundi em Lácio.[13]
- Lucius Racilius, possivelmente o liberto de Gaius Racilius Amphio, mencionado em uma inscrição funerária de Carreum Potentia.[10]
- Marcus Racilius, mencionado em uma inscrição do século I a.C. de Fundi.[14]
- Publius Racilius P. f., dedicou um túmulo em Roma para seus filhos, Publius Racilius Celer, Publius Racilius Gallus, e sua irmã, Polla Racilia.[9]
- Quintus Racilius Q. f., mencionado em uma inscrição de Roma, datada de 150 d.C.[15]
- Marcus Racilius Ɔ. l. Agatho, um liberto, e marido de Racilia Falerna, mencionado em uma inscrição de Roma.[16]
- Gaius Racilius C. l. Amphio, um liberto, e marido de Licinia Salvia, mencionado em uma inscrição funerária de Carreum Potentia. Ele pode ter sido o antigo mestre de Gaius e Lucius Racilius, mencionados na mesma inscrição.[10]
- Lucius Racilius L. f. Ampliatus, um soldado de Piceno, servindo na terceira coorte dos vigiles, no centúria de Marcus Masculus, enterrado em Roma, com um túmulo construído por seu companheiro, Fulvius Augendus.[17]
- Publius Racilius P. f. P. n. Celer, enterrado em Roma, junto com seu irmão, Publius Racilius Gallus, e tia, Polla Racilia.[9]
- Publius Racilius T. l. Communis, um liberto mencionado em uma inscrição do primeiro século encontrada no atual local de Ferrara, anteriormente em Etrúria.[18]
- Racilia Eutychia, dedicou um sepulcro em Roma para seu marido, Gnaeus Racilius Telesphorus, e filhos, Gnaeus Racilius Fructuosus, e Racilia Fructuosa.[19]
- Racilia Ɔ. l. Falerna, uma liberta, e esposa de Marcus Racilius Agatho, mencionada em uma inscrição de Roma.[16]
- Lucius Racilius Felix Lampadarius, um flamen mencionado em uma inscrição de Municipium Turcetanum em África Proconsularis.[20]
- Titus Racilius Felix Lampadarius, um flamen mencionado em uma inscrição de Municipium Turcetanum.[21]
- Quintus Racilius Fronto, enterrado em Roma em um túmulo construído por Tiberius Claudius Lamyrus e Claudia Fortunata.[22]
- Racilia Cn. f. Fructuosa, filha de Gnaeus Racilius Telesphorus e Racilia Eutychia, enterrada em um sepulcro familiar em Roma.[19]
- Gnaeus Racilius Cn. f. Fructuosus, filho de Gnaeus Racilius Telesphorus e Racilia Eutychia, enterrado em um sepulcro familiar em Roma, com dez anos, oito meses, vinte e dois dias, e cinco horas.[19]
- Publius Racilius P. f. P. n. Gallus, enterrado em Roma, junto com seu irmão, Publius Racilius Celer, e tia, Polla Racilia.[9]
- Gnaeus Racilius Herma, enterrado em Roma, em um túmulo construído por seu cliente, Gaia Racilia Prepis.[23]
- Gnaeus Racilius Januarius, enterrado em Roma, junto com sua esposa, Licinia Marciana.[24]
- Racilius Neptunalis, construiu dois túmulos do século III em Ammaedara em África Proconsularis para seus pais, Aurelia Dativa, com oitenta e um anos, e Quintus Racilius Tibullus, com noventa e três anos.[25]
- Gaius Racilius C. l. Nestor, um liberto mencionado em uma inscrição encontrada no atual local de Hinojosa del Duque, anteriormente parte de Hispânia Bética.[26]
- Racilia Olympias, uma liberta, construiu um sepulcro em Fundi em Lácio, junto com Marcus Racilius Princeps, para si mesmas e outros.[27]
- Racilia Peregrina, enterrada em Thacia em África Proconsularis, com oitenta e cinco anos.[28]
- Marcus Recilius Potitus, enterrado em Fundi em um túmulo construído por Marcus Racilius Princeps e Racilia Olympias.[27]
- Gaia Racilia Prepis, cliente de Gnaeus Racilius Herma, para quem ela construiu um túmulo em Roma.[23]
- Marcus Recilius Princeps, um liberto, que construiu um sepulcro em Fundi com Racilia Olympias.[27]
- Racilius Restutus, enterrado em Theveste em África Proconsularis, com cinquenta e três anos.[29]
- Sextus Racilius Sex. f. Rufus, enterrado em Roma.[30]
- Racilia Saturnina, mencionada em uma inscrição de Municipium Turcetanum.[21]
- Gaius Racilius Severus, mencionado em uma inscrição de libação de Florentia em Etrúria.[31]
- Racilia L. f. Silvana, enterrada em Satafis em Mauretania Caesariensis, com treze anos.[32]
- Gnaeus Racilius Telesphorus, marido de Racilia Eutychia, e pai de Gnaeus Racilius Fructuosus e Racilia Fructuosa, enterrado em um sepulcro familiar em Roma, com vinte e um anos, sete meses.[19]
- Titus Racilius Tertullus Dativus, mencionado em uma inscrição de Municipium Turcetanum.[20]
- Quintus Racilius Tibullus, marido de Aurelia Dativa, e pai de Racilius Neptunalis, enterrado em Ammaedara, com noventa e três anos.[25]
- Titus Racilius Valerianus, mencionado em uma inscrição de Clunia em Hispânia Citerior.[33]